# Ernst Reichert
Ernst Reichert (ur. 1887, zm. ?) – zbrodniarz hitlerowski, członek załogi niemieckiego obozu koncentracyjnego Mauthausen-Gusen i SS-Hauptscharführer.
Członek NSDAP i Waffen-SS (od 29 sierpnia 1939). 29 sierpnia 1939 rozpoczął służbę w kompleksie obozowym Mauthausen, gdzie pozostał do 1 maja 1945. Początkowo był wartownikiem w obozie głównym, następnie 28 czerwca 1941 przeniesiono go do podobozu Gusen. Tu początkowo dowodził oddziałami wartowniczymi w komandzie Lungitz do 15 marca 1942 i taką same stanowisko piastował w komandzie St. Georgen do 1 sierpnia 1943. Wreszcie od 1 sierpnia 1943 do 1 maja 1945 był Blockführerem w Gusen (kierował blokiem trzecim). Reichert brał udział w tzw. Totbadeaktionen, podczas których eksterminowano niezdolnych do dalszej pracy więźniów. Oprócz tego nieustannie maltretował podległych mu więźniów.
Reichert został skazany w procesie załogi Mauthausen-Gusen
(US vs. Georg Bach i inni) na dożywocie. W wyniku rewizji wyroku karę zamieniono na 12 lat pozbawienia wolności.